# Vrydagzynea weberi
Vrydagzynea weberi är en orkidéart som beskrevs av Oakes Ames. Vrydagzynea weberi ingår i släktet Vrydagzynea och familjen orkidéer.
Artens utbredningsområde är Filippinerna. Inga underarter finns listade i Catalogue of Life.